# Muerte de un superhéroe
Muerte de un superhéroe (Death of a superhero, en inglés) es la tercera novela del novelista, dramaturgo y director de cine neozelandés Anthony McCarten, publicada en 2006.
El autor narra la novela mezclando hábilmente la narrativa y el guion cinematográfico, y en algunas ocasiones haciendo semejanzas con el cómic, describiendo una lucha entre superhéroes, o los bocadillos de pensamiento que flotarían sobre los personajes.

## Argumento
Donald Delpe es un joven de 15 años con un cáncer terminal, sin mucho apego por la vida ya que no le ha deparado más que desgracias, y cuyo único interés son los cómics, en los que se desahoga gracias al personaje inmortal que ha creado, Miracle Man. Donald, como todo adolescente, solo tiene una cosa en la cabeza, el sexo, y le obsesiona la idea de morir siendo virgen.
Para ayudarle con sus problema aparecerá en su vida la figura de Adrian King, el psicólogo del hospital, que intentará que Donald luche contra la enfermedad y disfrute de la vida que le queda, de las cosas maravillosas que aún no ha vivido, y luchará porque el joven cumpla sus deseos antes de morir aunque le cueste su carrera profesional, ya que el chico ha sido el único que ha conseguido que abra los ojos ante su deprimente vida privada.

## Adaptaciones
En 2011 se llevó a cabo una adaptación al cine de la novela protagonizada por Andy Serkis y Thomas Brodie-Sangster, con guion del propio McCarten

## Premios
La novela ganó en 2008 el Austrian Youth Literature Prize (premio austríaco de literatura juvenil) y fue finalista el mismo año del German Youth Literature Prize (premio alemán de literatura juvenil).

## Curiosidades
- En el libro aparecen continuas referencias a personalidades del mundo del cómic, como Stan Lee y Steve Ditko, pero sobre todo a personajes de Marvel, como Spider-Man, Daredevil o Elektra.